# 조너선 메이저스
조너선 메이저스(영어: Jonathan Majors, 1989년 9월 7일 ~ )는 미국의 배우이다.

## 출연 작품

### 영화
- 몬태나 (2017)
- 화이트 보이 릭 (2018)
- 샌프란시스코의 마지막 흑인 사나이 (2019) - 몽고메리 앨런 역
- 캡티브 스테이트 (2019) - 라파엘 드러먼드 역
- 정글랜드 (2019)
- Da 5 블러드 (2020) - 데이비드 역
- 더 하더 데이 폴 (2021) - 냇 러브 / 너새니얼 벅 역
- 디보션 (2022) - 제시 브라운 역
- 크리드 3 (2023)
- 앤트맨과 와스프: 퀀텀매니아 (2023) - 정복자 캉 역

### 텔레비전
- 러브크래프트 컨트리 (2020) - 에티커스 프리먼 역
- 로키 (2021) - 정복자 캉 역